# Władimir Grieczniow
Władimir Anatoljewicz Grieczniow (ros. Владимир Анатольевич Гречнёв, ur. 25 lipca 1964 w Moskwie) – rosyjski piłkarz występujący na pozycji pomocnika lub napastnika, trener piłkarski.

## Kariera klubowa
Grę w piłkę nożną rozpoczął w wieku 9 lat w akademii Dinama Moskwa, gdzie jego pierwszym trenerem był Giennadij Gusarow. W 1981 roku przeszedł do CSKA Moskwa i został umieszczony przez Olega Bazilewicza w drużynie rezerw. W 1984 roku Jurij Morozow włączył go do składu pierwszego zespołu. 10 marca 1984 zadebiutował w Wyższej Lidze ZSRR w wygranym 2:1 meczu przeciwko SKA Rostów nad Donem. W sezonie 1984, w którym zaliczył 11 występów i zdobył 1 gola, zajął z CSKA ostatnie miejsce w tabeli i spadł do Pierwoj Ligi. Jesienią 1985 roku przeniósł się do Torpedo Moskwa prowadzonego przez Walentina Iwanowa. W maju 1986 roku wywalczył Puchar ZSRR po zwycięstwie w finale 1:0 nad Szachtiorem Donieck. 22 października 1986 zadebiutował w rozgrywkach europejskich pucharów w meczu z VfB Stuttgart (2:0) w Pucharze Zdobywców Pucharów 1986/87. W sezonach 1987/88 i 1988/89 dotarł z Torpedo do finału Pucharu ZSRR, w których jego zespół uległ odpowiednio: Mietallistowi Charków (0:2) i Dnieprowi Dniepropietrowsk (0:1). W okresie od czerwca 1986 do września 1989 wykonał skutecznie 13 rzutów karnych w lidze z rzędu, co stanowi pod tym względem klubowy rekord. Łącznie jako piłkarz Torpedo rozegrał w latach 1985–1990 118 ligowych spotkań, w których zdobył 33 bramki.
W marcu 1991 roku Grieczniow odszedł z zespołu i przeniósł się do Śląska Wrocław, trenowanego przez Romualda Szukiełowicza. 6 kwietnia 1991 zadebiutował w I lidze w zremisowanym 0:0 meczu przeciwko Wiśle Kraków i rozpoczął od tego momentu grę w podstawowym składzie. Pełnił funkcję rozgrywającego i wyróżniał się dobrym przeglądem pola, skutecznością i dużą liczbą asyst. Ogółem w 38 ligowych meczach w barwach Śląska strzelił 16 bramek. Uznawany jest za jednego z najlepszych obcokrajowców w historii klubu.
Po sezonie 1991/92 bez wiedzy zarządu Śląska podpisał kontrakt z beniaminkiem Liga Leumit Beitarem Jerozolima, który zaoferował mu korzystniejsze warunki finansowe. Sprawę zgłoszono do UEFA, która rozstrzygnęła spór na jego korzyść. W sezonie 1992/93 wywalczył on z Beitarem tytuł mistrzowski. Łącznie przez 3 sezony rozegrał w izraelskiej ekstraklasie 83 meczów i zdobył 32 bramki. We wrześniu 1995 roku, po okresie rekonwalescencji spowodowanym poważnym urazem kolana, odszedł do Torpedo Moskwa, gdzie zaliczył 3 spotkania w Priemjer Lidze. Na początku 1996 roku przeniósł się do Hapoelu Ironi Riszon le-Cijjon (14 meczów i 2 gole w Liga Leumit). W połowie tego samego roku powrócił do Rosji i podpisał umowę z Kuzbassem Kemerowo, grającym na poziomie Wtorogo Diwizionu. Przed sezonem 1997 przyjął ofertę gry w nowo powstałym Torpedo-ZIŁ Moskwa, utworzonym przez zakład ZiŁ, po tym, gdy stracił on prawo własności do Torpedo Moskwa. W barwach tego klubu rozegrał 8 spotkań w Trietjej Lidze i po rundzie wiosennej odszedł do Torpedo Wołżski, z którym pół roku później spadł z Pierwego Diwizionu. W sezonie 1998 występował on w trzecioligowym Torpedo Włodzimierz, gdzie zakończył karierę zawodniczą.

## Kariera trenerska
W latach 2001–2002 pracował jako asystent pierwszego trenera w FK Chimki (Pierwyj Diwizion). W latach 2003–2006 zajmował się trenowaniem zawodników z rocznika 1996 w SDJuSzOR Moskwa. W okresie od lutego 2007 do marca 2008 prowadził Spartak-2 Moskwa (LFL). Od 2008 roku zajmuje się szkoleniem grup młodzieżowych w akademii piłkarskiej Torpedo Moskwa.

## Życie prywatne
Posiada licencjat zdobyty w Moskiewskim Regionalnym Państwowym Instytucie Kultury Fizycznej na kierunku kultura fizyczna i sport. Pod koniec lat 90. został skazany na karę pozbawienia wolności, gdy osoby trzecie posłużyły się jego dokumentem tożsamości do przeprowadzania oszustw finansowych na rynku nieruchomości. Jest żonaty, ma dwoje dzieci.

## Sukcesy
Torpedo Moskwa
- puchar ZSRR: 1985/86

Beitar Jerozolima
- mistrzostwo Izraela: 1992/93

## Odznaczenia
- mistrz sportu ZSRR: 1986[1]